# Jawaharlal Nehru Stadium (Delhi)
Pour les articles homonymes, voir Jawaharlal Nehru Stadium.
Le Jawaharlal Nehru Stadium (en hindi : जवाहरलाल नेहरू स्टेडियम, en pendjabi : ਜਵਾਹਰਲਾਲ ਨੇਹਰੁ ਸਟੇਡਿਯਮ, et en ourdou : جواہر لعل نہرو اسٹیڈیم) est un stade omnisports situé à New Delhi en Inde. Ce stade peut accueillir plusieurs types de sports (football, cricket...). 
Sa capacité est de 60 254 places.

## Histoire
Le Jawaharlal Nehru Stadium fut construit par le gouvernement indien en 1982 afin d'accueillir les Jeux asiatiques de 1982.
Il a accueilli les Jeux du Commonwealth de 2010. Pour leur préparation, il a fait l'objet d'une rénovation et de modernisations avec une réduction de la capacité, passant de 78 000 à 60 000 spectateurs,. 

## Évènements
- Jeux asiatiques de 1982, 19 novembre-4 décembre 1982
- One-day International, 1984 et 1991
- Championnats d'Asie d'athlétisme 1989
- Jeux du Commonwealth de 2010

## Galerie

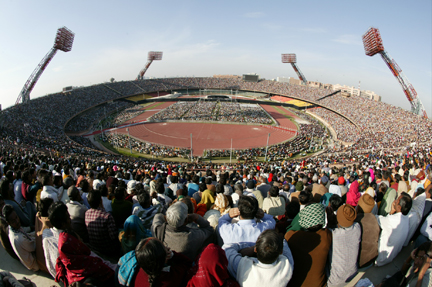
2004
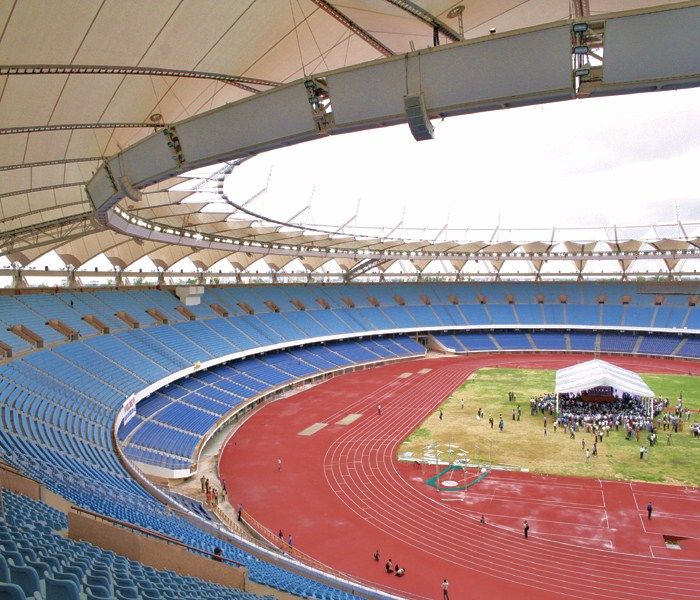
Intérieur après rénovations (2010)